# Баефски, Энн
Энн Баефски (англ. Anne Bayefsky, род. 8 ноября 1953, Канада) — канадско-американский правозащитник, профессор международного права, известная борьбой с антисемитизмом и защитой прав человека. Она является директором Института по правам человека и Холокосту имени Туро при Университете Туро. Энн Баефски также основала правозащитную платформу Human Rights Voices, которая освещает проблемы предвзятости в международных организациях.

## Биография
Энн Баефски родилась 8 ноября 1953 года. окончила Университет Торонто, где получила первую степень, и продолжила обучение в Оксфордском университете, защитив степень доктора права. В начале своей карьеры она преподавала международное право в Йоркском университете и Университете Оттавы, а также в Колумбийской школе права.

## Профессиональная деятельность
Баефски получила известность как правозащитник и критик ООН за предвзятое, по её оценке, отношение к Израилю, и недостаточную защиту прав еврейских общин. Баефски выступает на международных платформах, освещая проблемы антисемитизма и предвзятости в международных организациях. Она также активно сотрудничает с такими аналитическими центрами, как JINSA (Еврейский институт национальной безопасности Америки).
Энн Баефски принимала участие в составе канадских делегаций в Генеральной Ассамблее ООН и Комиссии по правам человека ООН в 1980-х и 1990-х годах.
С 1990-х годов Баефски последовательно критикует резолюции и действия ООН, направленные против Израиля, и поднимает вопросы о недостаточной реакции ООН на нарушения прав человека в других странах. В ответ на это она создала платформу Human Rights Voices, публикующую материалы о предвзятости и необъективности в работе Совета по правам человека ООН и других международных структур.
В качестве директора Института по правам человека и Холокосту имени Туро Баефски организует конференции и образовательные программы, направленные на борьбу с антисемитизмом и защиту прав человека. Институт поддерживает инициативы, направленные на улучшение образования о Холокосте и предотвращение геноцида, и сотрудничает с рядом международных организаций. Баефски выступает на различных форумах, включая Генеральную Ассамблею ООН, поднимая вопросы о необходимости более сбалансированного подхода к правам человека.
Баефски и её коллеги из Института поддержали бойкот конференции «Дурбан IV» рядом стран, включая Германию, из-за опасений, что эта конференция может стать платформой для антисемитизма. Баефски также считает, что подобные мероприятия, прикрываясь правами человека, могут использоваться в качестве инструмента для дискриминации по отношению к Израилю.

## Публикации
Баефски является автором многочисленных статей и докладов по вопросам международного права и прав человека. Её публикации охватывают темы предвзятости в международных организациях, важности объективности в работе правозащитных структур и проблемы антисемитизма.